# Salva Arco
José Salvador Arco Frías (nacido en Navàs, Barcelona, el 25 de octubre de 1984) es un exjugador de baloncesto español. Tiene una altura de 1,96 metros y en la cancha solía alternar las posiciones de escolta y de alero. Se retiró en 2021, tras ascender a la Liga Endesa con el Club Baloncesto Breogán. Actualmente, ejerce el cargo de director general de dicho club.

## Trayectoria deportiva
Formado en las categorías inferiores del CB Navàs. Su primer equipo senior fue el CB Monzón de Liga EBA, en 2002/03. En la temporada 2003/04 debutó en Liga ACB con el Caprabo Lleida, disputando 9 partidos de liga y 7 de Eurocup. Fue cedido al Club Melilla Baloncesto en la campaña 2004/05, disputando la LEB Oro y registrando 8.7 puntos y un 42% en triples. Permaneció en Lleida hasta la temporada 2005/06, incorporándose en el mes de marzo a las filas del CB Vic, club de LEB Plata. 
En la temporada 2006/07 regresa a LEB Oro firmando con el CB L'Hospitalet, promediando casi 11 puntos por encuentro. Al año siguiente firma con el Bruesa GBC, logrando el ascenso a Liga ACB. En 2008/09 regresa de nuevo a Lleida, promediando en LEB Oro 9 puntos y 2.2 rebotes. En 2009 firma con el Club Ourense Baloncesto, donde permanece dos temporadas y destaca en ambas con promedios superiores a los 12 puntos por encuentro.
En 2011/12 vuelve a las filas del Melilla Baloncesto y registra promedios de 14.4 puntos y 3 rebotes. Ello le permite fichar en 2012/13 por el Basquet Manresa para disputar la Liga ACB, permaneciendo allí dos temporadas y disputando un total de 64 partidos en los que registró una media de 6.7 puntos.
Firma en 2014/15 con Club Ourense Baloncesto de LEB Oro, y con una media de 11.1 puntos por partido logra un nuevo ascenso a Liga ACB. 
En 2015/16 se enrola en las filas del Ratiopharm UIm, club de la primera división alemana. Llega a disputar 11 partidos, cinco de ellos de Eurocup, antes de regresar a España y firmar con el Iberostar Tenerife de Liga ACB, con el que promedia 5.6 puntos y un 41% de acierto en tiros de tres.
En la temporada 2016/17 firma con el CB Breogán, de LEB Oro. En dicha campaña registra 11.2 puntos de media, y en la 2017/18 mejora hasta los 11.5 puntos y un 46% en tiros de tres puntos, logrando su tercer ascenso a Liga ACB. En 2018/19 disputa 23 encuentros de Liga ACB en los que acreditó 5.4 puntos. En 2019/20, de nuevo en LEB Oro, registra 9.8 puntos y 41% en triples, y en 2020/21, siempre en las filas del Breogán, logra su cuarto ascenso a ACB contribuyendo al mismo con 7.6 puntos por encuentro.
En agosto de 2021, anunció su retirada como jugador de baloncesto, tras 19 años como profesional y recién ascendido a la Liga Endesa con el Club Baloncesto Breogán, del que sería su capitán. Asume la dirección de la Fundación Breogán meses después de su retirada, y, el 28 de mayo de 2024 se hace oficial que pasa al cargo de director general del Club Baloncesto Breogán.